# Open de Moselle 2010
Open de Moselle 2010 — тенісний турнір, що проходив на кортах з твердим покриттям у місті Мец, Франція з 20 вересня . Належав до категорії ATP World Tour 250, був турніром серії Moselle Open 2010 року.

## Фінальна частина

### Одиночний розряд
Жиль Сімон —  Міша Зверєв 6–3, 6–2

### Парний розряд
Дастін Браун /  Рогір Вассен —  Марсело Мело /  Бруно Соарес 6–3, 6–3